# Trpín
Obec Trpín (německy Tirpin) se nachází v okrese Svitavy v Pardubickém kraji. Žije zde 446 obyvatel.
Trpín leží v nejjižnějším výběžku Pardubického kraje, na zemské hranici s Moravou, kde sousedí s kraji Vysočina a Jihomoravským. Ve vzdálenosti 17 km severozápadně leží město Polička, 19 km ssv. město Svitavy a 14 km jihovýchodně město Letovice.
Obec tvoří dvě sídla: Trpín a Hlásnice. Krajina je typická pro Českomoravskou vysočinu, střídají se lesy, louky, rybníky, potůčky a má své osobité kouzlo v každém ročním období.

## Historie
První písemná zmínka o obci pochází z roku 1349, kdy byl kostel v Trpíně přidělen do litomyšlského biskupství. Kostel je zasvěcen sv. Václavu a je hlavní dominantou obce.
Původ názvu obce popisuje trpínský rodák pan Josef Krušina ve své knize „Dějiny Trpína a okolí“ v souvislosti s bitvou mezi českým knížetem Oldřichem, synem Boleslava II., a polským knížetem Boleslavem Chrabrým v roce 1012. Jméno Trpín údajně vzniklo od velkého utrpení českých vojsk, která přišla na pomoc Moravanům, proti vpádu Poláků na moravské území.
Významnou historickou skutečností je průchod tzv. "Trstenické stezky" přes katastr obce Trpín. Byla to důležitá zemská cesta spojující Čechy s Moravou. Na Trstenické stezce byly vybudovány zátarasy proti vpádu Turků, tzv. „šance“, které jsou patrny dodnes.

## Současnost
Současnost obce je charakterizována snahou o vytvoření dobrých podmínek pro život občanů. Funguje zde bohatý spolkový život hasičů, myslivců, sportovního klubu apod. V Trpíně je pěkně zrekonstruovaný kulturní dům, pořádají se v něm plesy, koncerty, Dny matek, vánoční besídky a mnoho dalších akcí. Právě za kulturní život a aktivitu hudebních souborů obdržela obec v roce 2003 Zlatou stuhu. Trpín má od roku 2001 znak a prapor. Občané Trpína se těší z velmi hezké partnerské spolupráce s maďarskou obcí Palkonya.

## Části obce
- Trpín
- Hlásnice

V roce 1869 k obci patřila i Hartmanice.

## Pamětihodnosti
- Kostel svatého Václava (raně barokní kostel z 2. poloviny 17. století, postavený nákladem Kateřiny Anny z Martinic a vysvěcený roku 1689)[5]

## Příroda

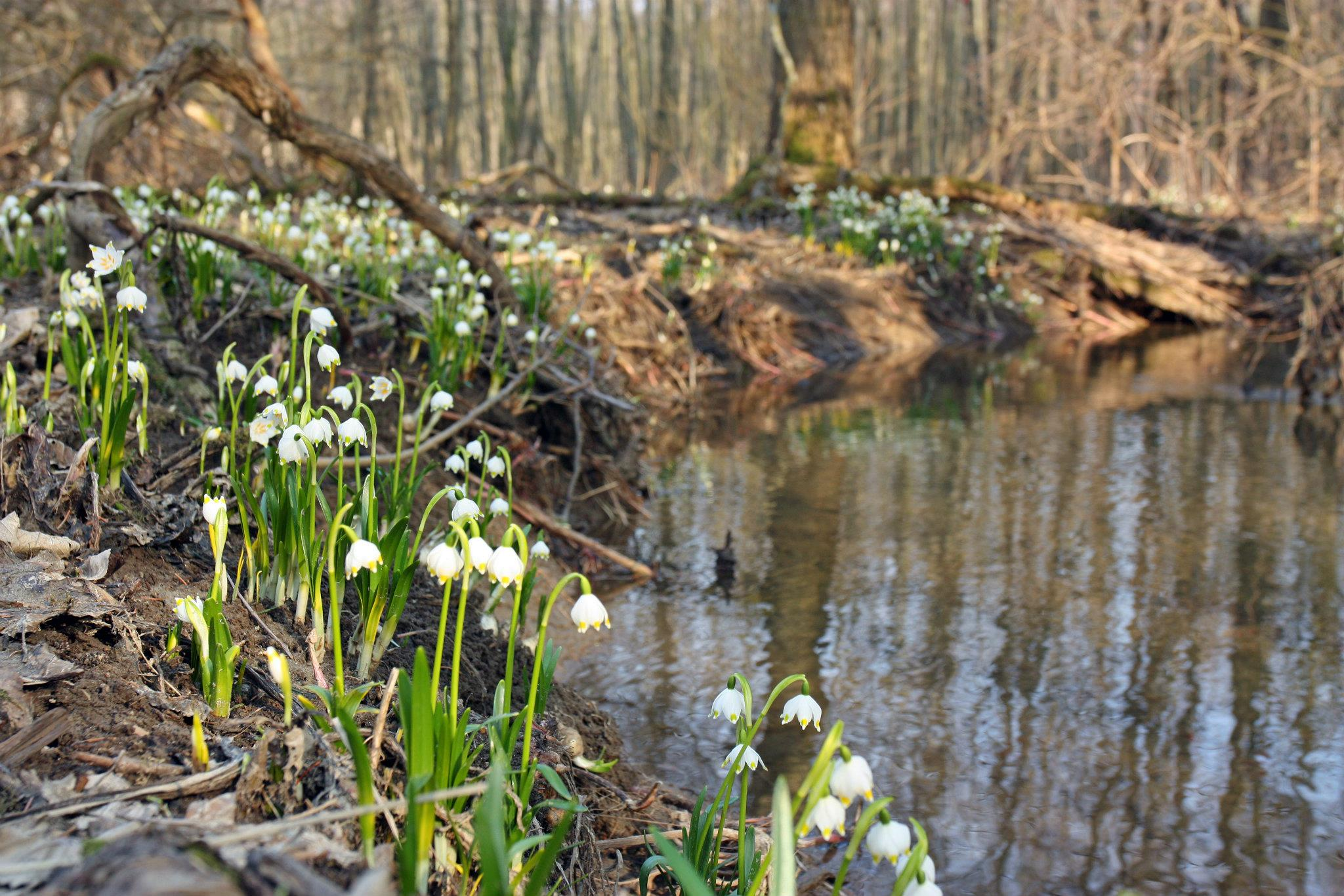
Bledule jarní v meandru Nyklovického potoka

Mezi obcí Trpín a obcí Rovečné se nachází Nyklovický potok. Jedná se o přírodní památku ev. č. 1280 s výskytem bledule jarní. Bledule zde rostou podél meandrujícího potoka a z kraje jara, kdy dojde k jejich kvetení, vytvářejí malebnou scenérii. Porost bledulí lemuje potok v délce několika kilometrů. Návštěvníci této přírodní památky by měli dbát na udržování čistoty prostředí. Je zde zakázáno bledule ničit, trhat nebo dokonce vyrývat jejich cibule ze země. 

## Osobnosti
- profesor Otakar Sedloň (30. 8. 1885 Trpín – 18. 10. 1973 Praha), akademický malíř
- Josef Krušina, učitel
- P. Vít Václav Mareček (4. 9. 1917 Trpín – 7. 4. 2004 Praha), 1981–1990 provinciál řádu sv. Augustina (OSA; obutí augustiniáni) v tehdejším Československu. 38 let působil v klášteře u sv. Tomáše na Malé Straně, do řádu vstoupil roku 1940. Zasloužil se o kontinuitu trvání řádu. Znalec díla sv. Augustina.
- Břetislav Foustka (5. února 1862 Trpín – 22. února 1947 Poděbrady), sociolog a filosof, profesor Univerzity Karlovy

## Partnerské obce
- Palkonya (Maďarsko)